# 토피영양
토피영양 (Damaliscus korrigum)은 우제목/경우제목 소과에 속하는 아프리카 영양의 일종으로 세네갈하테비스트로도 알려져 있다. 사사비영양 (Damaliscus lunatus)의 아종(Damaliscus lunatus korrigum)으로 간주하기도 한다. 2008년 기준으로, 전체 개체수는 최대 2650마리로 추정하고 있다.
천적은 사자, 표범, 하이에나, 나일악어 다.

## 분포
이전에 토피영양은 모리타니 남부와 세네갈부터 차드 서부에 이르는 지역에서 발견되었지만 소 사육을 위한 서식지 대체와 무분별한 사냥때문에 1900년대 초 이래로 극심한 개체수 감소를 겪고 있다. 모리타니와 말리, 세네갈, 그리고 감비아에서는 이제 더 이상 발견되지 않고 있으며, 떠도는 개체를 제외하고는 토고 북부 지역과 나이지리아 또는 차드 서부 지역에서도 사라진 것으로 추정하고 있다.

## 참고 자료
- Grubb, P. (2005).  Wilson, D.E.; Reeder, D.M., 편집. Mammal Species of the World: A Taxonomic and Geographic Reference (영어) 3판. 존스 홉킨스 대학교 출판사. ISBN 978-0-8018-8221-0. OCLC 62265494.